# Pinderpark
Der Pinderpark ist ein Stadtteil in der mittelfränkischen Stadt Zirndorf.

## Geographie
Die ca. 2,5 km² große Siedlung liegt auf einem sanften Höhenrücken südwestlich der Innenstadt von Zirndorf. 

## Geschichte

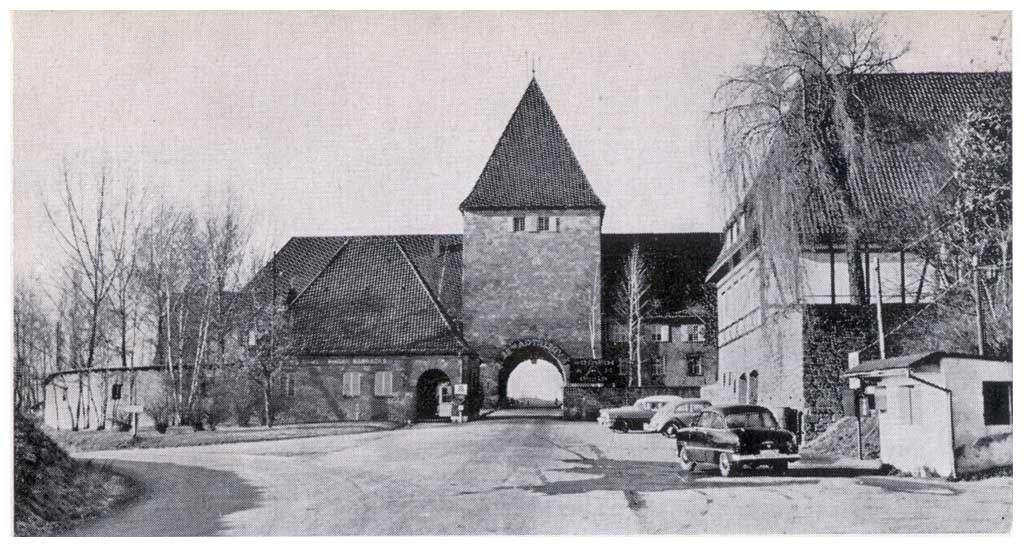
Die Zufahrt zu den Pinder Barracks in den 1950er Jahren

Im Jahr 1938 wurde auf dem damals außerhalb der Stadt gelegenen Höhenrücken eine Kaserne im „fränkischen Stil“ u. a. mit einem markanten Torbogen für die damalige Luftwaffe der Wehrmacht errichtet. 
Nach Ende des Zweiten Weltkrieges wurde die Kaserne von der US Army bezogen und zu Ehren des in der Normandie gefallenen Soldaten John J. Pinder Jr. in Pinder Barracks benannt. 
Als im Jahr 1995 die letzten amerikanischen Truppen aus der Region abzogen, wurde das Kasernenareal durch die Stadt Zirndorf überplant und man begann schrittweise mit der Umwandlung von der Kaserne in eine neue Siedlung. 
Die erste Baumaßnahme fand ab 1997 im nordwestlichen Kasernenteil statt. Dort wurde für die unter Raumnot leidende Staatliche Realschule des Landkreises Fürth, welche bisher in Oberasbach untergebracht war, ein neuer Schulkomplex zwischen der ehemaligen Nordzufahrt und dem Baseballfeld der Kaserne errichtet.
Weitere Schritte folgen mit der Ansiedlung eines Gewerbezentrums der Stadtentwicklungsgesellschaft und des Neubaus des Landratsamtes des Landkreises Fürth, welches bislang außerhalb des Landkreises in der kreisfreien Stadt Fürth beheimatet war. 
Hierbei wurde auch der Name mit Benennung der Straße „Im Pinderpark“ geprägt. 
Parallel dazu entstand, erbaut durch die Stadt Zirndorf, auch der Park auf dem ehemaligen Exerziergelände, eine jetzt direkt westlich des Landratsamtsgebäudes gelegene Parkanlage.

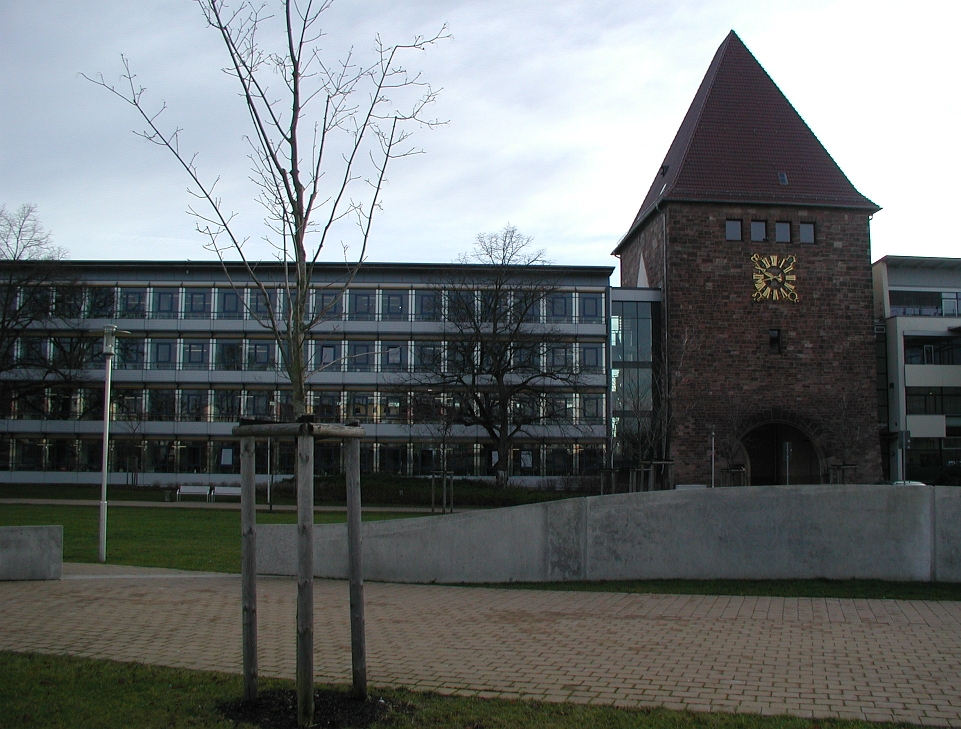
Der Torbogen der Kaserne wurde in die Neubauten des Landratsamtes integriert

Nach vorübergehender Zwischennutzung des restlichen Areals (u. a. als Ausweichgebäude für ein Altenpflegeheim) wurde dieses im April 2003 durch einen Großinvestor erworben, um nach Abriss der Bebauung ein neues Wohn- und Gewerbegebiet zu errichten.
An die ehemalige Kaserne erinnert heutzutage nur noch der markante sandsteinverblendete Torbogen, der zwischen die moderne Glas- und Stahlarchitektur des Landratsamtes und des Gewerbezentrums integriert wurde. Auch das ehemalige Wachgebäude an der Haupteinfahrt mit seinem angeschlossenen Zellentrakt ist noch existent.
Parallel zu stetiger Wohn- und vereinzelter Gewerbebebauung wurde im Herbst 2006 ein 2-gruppiger Kindergarten im Zentrum des Pinderparkes am Ruth-Bader-Platz in Betrieb genommen. Im Frühjahr 2008 konnte ein neu errichteter Spielplatz eingeweiht werden. Dieser nunmehr größte kommunale Spielplatz in Zirndorf wird seitdem von der jungen Bevölkerung sehr gut angenommen.
Als weiteres großes Bauvorhaben entstand im Zentrum des Areals ein Altenpflegeheim, welches 2009 eröffnet wurde.

## Verkehr
Der Stadtteil wurde bis zum Jahr 2007 über die eingeengte Zufahrt durch den Torbogen und über die Jakob-Wassermann-Straße von Seiten der Realschule insgesamt nur eingeschränkt über Straßen erschlossen. 
Dadurch wurde der Bau der Zirndorfer Westspange, welche eigentlich durch den Landkreis Fürth als Baulastträger erst später geplant war, durch eine Vorfinanzierung der Stadt Zirndorf zeitlich beschleunigt und konnte bereits am 21. November 2007 eingeweiht werden. 
Somit steht mit der Westspange eine leistungsfähige Haupterschließungsstraße für den Pinderpark zur Verfügung.
Die Straßen des eigentlichen Stadtteils selbst, wurden nach berühmten deutschen Schriftstellern, die Plätze und Grünanlagen nach den verstorbenen 2. Bürgermeistern der Zirndorfer Nachkriegsgeschichte benannt.
Koordinaten: 49° 26′ N, 10° 57′ O